# Bačevina
Bačevina (em cirílico: Бачевина) é uma vila da Sérvia localizada no município de Lebane, pertencente ao distrito de Jablanica, na região de Vlasina. A sua população era de 131 habitantes segundo o censo de 2002.

## Demografia
| 1948 | 1953 | 1961 | 1971 | 1981 | 1991 | 2002 | 2011 |
| ---- | ---- | ---- | ---- | ---- | ---- | ---- | ---- |
| 478  | 485  | 473  | 454  | 390  | 311  | 214  | 131  |